# Clitoria moyobambensis
Clitoria moyobambensis es una especie botánica de leguminosa en la familia de las Fabaceae. Es endémica del Perú donde se encuentra en el Departamento de San Martín en la Cordillera de los Andes en los bosques húmedos de las tierras bajas.

## Taxonomía
Clitoria moyobambensis  fue descrita por Paul R. Fantz y publicado en Sida 8(1): 99–101, f. 3. 1979.
Clitoria: nombre genérico derivada de la palabra griega kleitoris = "clitoris".
moyobambensis: epíteto geográfico que alude a su localización en Moyobamba.